# Regional District of Okanagan-Similkameen
Regional District of Okanagan-Similkameen är ett regionalt distrikt i provinsen British Columbia i Kanada. Det ligger i södra delen av provinsen. Antalet invånare är 83 022 (år 2016) och ytan är 10 412 kvadratkilometer.
I Regional District of Okanagan-Similkameen finns kommunerna City of Penticton, District of Summerland, Town of Osoyoos, Town of Oliver, Town of Princeton och Village of Keremeos.